# رژ (رود)
رژ (به لاتین: Rezh) یک رود در روسیه است که در استان سوردلوفسک واقع شده‌است.